# Potten (Ljusdals socken, Hälsingland, 689052-150791)
Potten är en sjö i Ljusdals kommun i Hälsingland och ingår i Ljusnans huvudavrinningsområde.